# Life in Exile After Abdication
Life in Exile after Abdication je druhé studiové album americké bubenice Maureen Tucker. Na album se podíleli i její dřívější spoluhráč z The Velvet Underground Lou Reed nebo několik členů skupiny Sonic Youth. Album vyšlo v roce 1989.

## Seznam skladeb
Všechny skladby napsala Maureen Tucker, pokud není uvedeno jinak.
| Pořadí | Název           | Autor                           | Délka |
| ------ | --------------- | ------------------------------- | ----- |
| 1.     | Hey Mersh!      |                                 | 3:16  |
| 2.     | Spam Again      |                                 | 5:25  |
| 3.     | Goodnight Irene | Huddie Ledbetter, John A. Lomax | 2:29  |
| 4.     | Chase           |                                 | 8:07  |
| 5.     | Andy            |                                 | 5:08  |
| 6.     | Work            |                                 | 3:38  |
| 7.     | Pale Blue Eyes  | Lou Reed                        | 6:44  |
| 8.     | Bo Diddley      | Ellas McDaniel                  | 5:07  |
| 9.     | Talk So Mean    |                                 | 4:59  |
| 10.    | Do it Right     | Jad Fair, Daniel Johnston       | 3:10  |

## Sestava
- Maureen Tucker – kytara, piáno, bicí, perkuse, zpěv
- Barry Stock – baskytara
- Jad Fair – kytara, perkuse, činely, doprovodný zpěv
- Kate Messer – akustická kytara, dvanáctistrunná kytara, elektrická kytara, konga, perkuse, doprovodný zpěv
- Hank Beckmeyer – baskytara, kytara, slide kytara, perkuse, doprovodný zpěv
- Lou Reed – kytara ve skladdbách 1 a 7
- Kim Gordon – baskytara, perkuse, doprovodný zpěv
- Thurston Moore – kytara
- Steve Shelley – bicí
- Lee Ranaldo – kytara
- Don Fleming – doprovodný zpěv
- Daniel Johnston – piáno, zpěv
- Scott Jarvis – bicí, doprovodný zpěv
- Ann Marie Ear – piáno
- Rob Elk – doprovodný zpěv
- M. Kostek – perkuse
- Joe Martinelli – perkuse, bicí, doprovodný zpěv